# بومي لوتسي (إدارة)
بومي لوتسي هي إحدى إدارات مقاطعة نغونيه في جنوب الغابون. تقع العاصمة في مبيغو. كان عدد سكانها 13223 نسمة في عام 2013. 

## المدن والقرى
- مبيغو
- لينجوي